# Епельбаум-Марченко Брунгільда Петрівна
Брунгільда Петрівна Епельбаум-Марченко (уроджена Марченко; 27 червня 1927, Верхньоуральськ — 21 листопада 2014, Бат-Ям) — радянська, молдовська скульпторка-портретистка.

## Життєпис
1950 року закінчила художню школу імені І. Ю. Рєпіна в Кишиневі і 1956 року — Ленінградське вище художньо-промислове училище імені В. Г. Мухіної.
В індивідуальній творчості переважають скульптурні портрети. Авторка меморіального барельєфу Анрі Барбюса в Кишиневі (1979) і, разом із чоловіком — Наумом Мойсійовичем Епельбаумом, пам'ятника революціонеру Павлу Ткаченку в Бендерах (1961).
Від початку 1990-х років жила в Бат-Ямі (Ізраїль). 2002 року, до 75-річчя від дня народження, Національний художній музей Молдови організував виставку робіт подружжя Епельбаум.
Зять — ізраїльський скульптор Борис Абрамович Цельнікер (нар. 1952). 

## Галерея
- Авторська галерея Б. П. Епельбаум-Марченко
- Барельєф на згадку про відвідування Кишинева Анрі Барбюсом 1925 року.
- Портрет актриси Марії Сагайдак (1977)[недоступне посилання з Июль 2019]